# Oby Ezekwesili

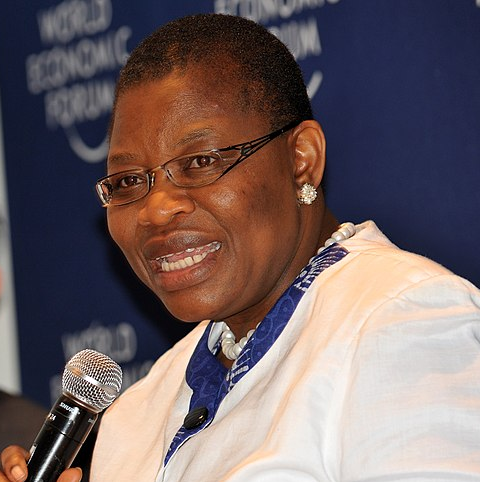
Obiageli Katryn Ezekwesili, 2009 World Economic Forum on Africa (cropped)

Obiageli Ezekwesili (28 tháng 4 năm 1963) thường được gọi là Oby Ezekwesili là một kế toán viên người Nigeria, đến từ bang Anambra. Bà kết hôn với Mục sư Nedu Ezekwesili. Bà là nhà đồng sáng lập của Tổ chức Minh bạch Quốc tế, là một trong những giám đốc tiên phong của cơ quan chống tham nhũng toàn cầu có trụ sở tại Berlin, Đức. Bà từng là Bộ trưởng Liên bang về Khoáng sản rắn và sau đó là Bộ trưởng Bộ Giáo dục Liên bang trong nhiệm kỳ tổng thống thứ hai của Olusegun Obasanjo. Kể từ đó, bà là Phó Chủ tịch bộ phận Châu Phi của Ngân hàng Thế giới từ tháng 5 năm 2007 đến tháng 5 năm 2012, bà được thay thế bởi Makhtar Diop.

## Học vấn
Ezekwesili có bằng thạc sĩ về Luật Quốc tế và Ngoại giao từ Đại học Lagos, cũng như bằng Thạc sĩ Quản trị Công của Trường Chính phủ Kennedy, Đại học Harvard. Bà được đào tạo bởi công ty Deloitte và Touche và đủ điều kiện làm kế toán viên theo điều lệ.
Trước khi làm việc cho Chính phủ Nigeria, Ezekwesiili đã làm việc với Giáo sư Jeffrey Sachs tại Trung tâm Phát triển Quốc tế tại Harvard.

## Chính phủ Obasanjo
Ezekwesili bắt đầu làm việc trong chính phủ  Olusegun Obasanjo với tư cách là người đứng đầu tiên phong của Đơn vị Giám sát Ngân sách và Giá Thông minh. Bà là kiến trúc sư của Bộ luật Đấu thầu Công, luật NEITI và luật Khoáng sản và Khai thác mới trong thời gian sáu năm rưỡi của chính phủ.
Bà được bổ nhiệm làm Bộ trưởng Bộ Khoáng sản rắn vào tháng 6 năm 2005, trong thời gian đó bà dẫn đầu một chương trình cải cách sôi nổi đã dẫn đến sự công nhận toàn cầu ở Nigeria như một điểm đến đầu tư khai thác đáng tin cậy. Bà cũng là Chủ tịch Sáng kiến minh bạch ngành công nghiệp chiết xuất Nigeria (NEITI) và dẫn đầu việc thực hiện quốc gia đầu tiên về các tiêu chuẩn và nguyên tắc minh bạch toàn cầu trong lĩnh vực dầu khí và khai thác mỏ.
Vào tháng 6 năm 2006, Ezekwesili được bổ nhiệm làm Bộ trưởng Bộ Giáo dục Liên bang, giữ chức vụ này cho đến khi bà được bầu vào làm việc tại Ngân hàng Thế giới vào tháng 5 năm 2007.